# Les Règles de la méthode sociologique
 (octobre 2023).
Les Règles de la méthode sociologique, publié sous forme de livre en 1895 par Émile Durkheim dans la Revue philosophique, constitue l’ouvrage où le projet sociologique de l'auteur, considéré comme le père de la sociologie française, apparaît clairement. Il cherche en effet à fonder la sociologie comme une science nouvelle et à l’établir institutionnellement ; ce livre répond à cette ambition où il définit les règles méthodologiques à suivre pour une étude sociologique. 
Pour devenir une science, la sociologie doit répondre à deux conditions : 
1. Elle doit avoir un objet d’étude spécifique, c’est-à-dire que pour obtenir une légitimité académique, elle doit se distinguer des autres sciences (philosophie, psychologie)  : la sociologie serait l’étude du fait social ;
2. Elle doit mettre en œuvre une méthode de recherche scientifique, rigoureuse, objective, qui se rapproche le plus possible des sciences exactes (comme la biologie) de manière à se détacher le plus possible des prénotions, des préjugés, de la subjectivité produites par l’expérience ordinaire et vulgaire : la sociologie se devra d’étudier les faits sociaux comme des choses.

En bref, la sociologie sera la science des faits sociaux, définie par une méthode qui lui est propre.

## La sociologie, science des faits sociaux
Le souci de Durkheim est donc d’établir institutionnellement la sociologie. Pour lui donner une place académique, pour rendre cette science légitime, il faut qu’elle ait un objet qui lui soit propre et clairement distinct de ce qu’on peut traiter en philosophie ou en psychologie.

« Il y a dans toute société un groupe déterminé de phénomènes qui se distinguent par des caractères tranchés de ceux qu’étudient les autres sciences de la nature ». La sociologie sera ainsi la science des faits sociaux, dans la mesure où ils « sont le domaine propre de la sociologie ».

Les faits sociaux, intériorisés par les individus par le biais de l’éducation, « consistent en des manières d’agir, de penser et de sentir, extérieures à l’individu qui sont douées d’un pouvoir de coercition en vertu duquel ils s’imposent à lui. […] Est fait social toute manière de faire, figée ou non, susceptible d’exercer une contrainte extérieure ; ou bien encore, qui est générale dans l’étendue d’une société donnée tout en ayant une existence propre, indépendante de ses manifestations individuelles ».
La définition des faits sociaux illustre bien le paradigme holiste dans lequel se situe Durkheim : les faits sociaux sont définis par deux principales caractéristiques : leur caractère coercitif et extérieur aux individus. Les faits sociaux sont extérieurs aux individus, ils leur préexistent et leur survivront (on peut donner ici l’exemple du droit, du langage, de la morale, etc.) et les faits sociaux s’imposent comme une contrainte : si les individus ne s’y plient pas, ils s’exposent à des sanctions de la part de la société. En outre, si le caractère contraignant des faits sociaux reste souvent implicite, c’est parce que les règles de la vie sociale sont intériorisées par les individus au cours du processus d’éducation, de socialisation. 
Durkheim distingue enfin deux types de faits sociaux : les faits sociaux normaux – qui, au sein d’une société, se produisent régulièrement et de manière majoritaire – et les faits sociaux pathologiques – qui, statistiquement, sont minoritaires, irréguliers et exceptionnels (cf. les formes pathologiques de division du travail, in De la division du travail social).

## Étudier les faits sociaux comme des choses
Outre la nécessité de se constituer un objet qui lui soit propre, la sociologie à ses débuts doit se constituer une méthode de recherche scientifique et rigoureuse. Durkheim préconise d’étudier les faits sociaux par ce qu’ils ont de plus extérieur aux individus (l’enjeu, ici, est de se dégager académiquement de la psychologie). Il faut étudier les faits sociaux comme des choses, c’est le biais par lequel le sociologue peut gagner en objectivité et en rigueur, qu’il peut s’écarter des prénotions et des idées préconçues. 
« La première règle et la plus fondamentale est de considérer les faits sociaux comme des choses »
Cela suppose le respect de deux règles méthodologiques : définir rigoureusement les phénomènes étudiés et en rechercher les causes dans des faits sociaux antérieurs. 
Durkheim énonce six règles relatives à l'observation des faits sociaux :
1. Les faits sociaux consistent en « des manières d'agir de penser, de sentir, extérieures à l'individu, et qui sont douées d'un pouvoir de coercition en vertu duquel elles s'imposent à lui » ;
2. « Considérer les faits sociaux comme des choses » : il s'agit d'étudier les faits sociaux sans présupposés, de manière détachée du sujet ;
3. Distinction du normal et du pathologique ;
4. Constitution des types sociaux ;
5. Explication des faits sociaux : la cause déterminante d'un fait social doit être recherchée parmi les faits sociaux antécédents et non parmi les étants de la conscience individuelle ;
6. Administration de la preuve : privilégie la comparaison et l'approche génétique[7].

Dans le livre publié deux ans plus tard, en 1897, Le Suicide, Durkheim mettra en œuvre les principes méthodologiques qu’il énonce ici. Il y met en évidence qu’un acte en apparence individuel, relevant de la sphère de l’intime, s’explique en fait par des déterminants sociaux, extérieurs aux individus. Le suicide constitue ainsi un bel exemple de fait social qu’il faut, à ce titre, étudier comme une chose.